# MexSat-1
MexSat-1是墨西哥交通通讯部的一颗通讯卫星，由波音国际卫星系统公司制造。卫星原计划在地球靜止軌道上运行，静止经度为西经113°。卫星的设计寿命为15年。当地时间2015年5月16日上午，质子-M运载火箭搭载MexSat-1从哈萨克斯坦拜科努尔发射场升空，约500秒后出现紧急情况，火箭第三级发动机紧急停机。发射失败的原因正在调查之中。起初，有关方面预计火箭第三级发动机、助推火箭和MexSat-1卫星随后坠落西伯利亚东南的赤塔附近。然而，俄罗斯航天署后来发布消息，第三级发动机和MexSat-1卫星燃烧殆尽，没有发现地面残骸。